# 中華沙蟹
中華沙蟹（学名：Ocypode sinensis）为沙蟹科沙蟹属的动物。其种加词“sinensis”意为“中华的”。

## 分佈
本物種分佈於台湾主島、綠島及東沙島。